# 13. Festival des politischen Liedes
13. Festival des politischen Liedes es un álbum en directo de música folclórica y world music interpretado por artistas de diversas nacionalidades, grabado entre el 12 y el 20 de febrero de 1983 en el contexto de la decimotercera versión del Festival de la canción política (en alemán: Festival des politischen Liedes) organizado por la Juventud Libre Alemana (FDJ) en Berlín Este, en la época de la República Democrática Alemana.
Entre los intérpretes de habla hispana en el álbum se encuentran los chilenos Inti-Illimani y el nicaragüense Carlos Mejía Godoy. También se encuentra un tema en euskera de Oskorri El álbum termina con un tema interpretado por el compositor griego Mikis Theodorakis.
La carátula del disco contiene cuatro páginas con algunas de las canciones escritas en alemán.

## Lista de canciones
| Lado A |                                                         |                                                              |               |          |  |
| N.º    | Título                                                  | Música                                                       | Intérprete    | Duración |  |
| 1.     | «To The Children Of The World» («Den Kindern Der Welt») | Caiphus Semenya                                              | Letta M'Bulu  | 2:52     |  |
| 2.     | «La Fiesta de la Tirana» («Das Fest Der Tyrannin»)      | popular chilena, Inti-Illimani                               | Inti-Illimani | 3:02     |  |
| 3.     | «Worker's Song» («Arbeiterlied»)                        | Ed Pickford                                                  | Dick Gaughan  | 2:53     |  |
| 4.     | «Meinst Du, Die Russen Wollen Krieg»                    | Yevgeni Yevtushenko, Gisela Steineckert, Eduard Konchalovski | Jürgen Walter | 3:02     |  |
| 5.     | «A Song For Belfast» («Ein Lied Für Belfast»)           | Sands Family                                                 | Sands Family  | 3:28     |  |
| 6.     | «Canción para Violeta Parra» («Lied Für Violeta Parra») | Natxo de Felipe, Violeta Parra                               | Oskorri       | 3:44     |  |
| 19:01  |                                                         |                                                              |               |          |  |

| Lado B |                                                 |                                    |                                         |          |  |
| N.º    | Título                                          | Música                             | Intérprete                              | Duración |  |
| 1.     | «Nicaragua, Nicaragüita»                        | Carlos Mejía Godoy                 | Carlos Mejía Godoy y Los de Palacagüina | 3:45     |  |
| 2.     | «Gaslied»                                       | Jensen, Olaf Moeller, Fischer      | Arbeiterfolk                            | 2:35     |  |
| 3.     | «Deutsches Volkslied 1935»                      | Hedda Zinner, Kaj Chydenius        | Sinikka Sokka                           | 1:51     |  |
| 4.     | «A Morazán» («Für Morazan»)                     | S. Amaya, A. Save                  | Banda Tepeuani                          | 3:30     |  |
| 5.     | «Nagasaki»                                      | Peter Nagy                         | Peter Nagy                              | 2:53     |  |
| 6.     | «This Earth» («Diese Erde»)                     | Judy Gorman-Jacobs                 | Judy Gorman-Jacobs                      | 3:20     |  |
| 7.     | «Sto Perijali To Krifo» («Am Verborgenen Ufer») | Giorgos Seferis, Mikis Theodorakis | Mikis Theodorakis                       | 3:35     |  |
| 21:29  |                                                 |                                    |                                         |          |  |

## Créditos[2]
- Klaus Vonderwerth: diseño de arte
- Harald Mohr, Jürgen Hohmut, Thomas Neumann, Wolfgang Türk: fotografía